# كونوي
كونوي (بالإنجليزية: Conway, Arkansas)‏ هي مدينة تقع في مقاطعة فولكنير، أركنسو بولاية أركنساس في الولايات المتحدة. تبلغ مساحة هذه المدينة 91.32 (كم²)، وترتفع عن سطح البحر 95 م، بلغ عدد سكانها 60470 نسمة في عام 2011 حسب إحصاء مكتب تعداد الولايات المتحدة.

## التركيبة السكانية
حدّد مكتب تعداد الولايات المتحدة بيانات التركيبة السكانية لكونوي في تعداد الولايات المتحدة. في ما يلي، التركيبة السكانية حسب تعدادي 2000 و2010.

### تعداد عام 2000
بلغ عدد سكان كونوي 43,167 نسمة بحسب تعداد عام 2000، وبلغ عدد الأسر 16,039 أسرة وعدد العائلات 10,172 عائلة مقيمة في المدينة. في حين سجلت الكثافة السكانية 360.7 نسمة لكل كيلومتر مربع (934.2/ميل2). وبلغ عدد الوحدات السكنية 17,289 وحدة بمتوسط كثافة قدره 144.5 لكل كيلومتر مربع (374.3/ميل2).
وتوزع التركيب العرقي للمدينة بنسبة 84.03% من البيض و12.12% من الأمريكيين الأفارقة و0.36% من الأمريكيين الأصليين و1.25% من الأمريكيين ذوي الأصول الآسيوية و0.03% من سكان جزر المحيط الهادئ و0.98% من الأعراق الأخرى و1.23% من عرقين مختلطين أو أكثر و2.28% من الهسبانيون أو اللاتينيون من أي عرق.
بلغ عدد الأسر 16,039 أسرة كانت نسبة 34.9% منها لديها أطفال تحت سن الثامنة عشر تعيش معهم، وبلغت نسبة الأزواج القاطنين مع بعضهم البعض 49% من أصل المجموع الكلي للأسر، ونسبة 11.2% من الأسر كان لديها معيلات من الإناث دون وجود شريك، بينما كانت نسبة 3.2% من الأسر لديها معيلون من الذكور دون وجود شريكة وكانت نسبة 36.6% من غير العائلات. تألفت نسبة 26.1% من أصل جميع الأسر من عدة أفراد يعيشون في نفس المنزل ونسبة 7.2% كانت تتألف من شخص يعيش بمفرده يبلغ من العمر 65 عاماً أو أكثر. وبلغ متوسط حجم الأسرة المعيشية 2.44، أما متوسط حجم العائلات فبلغ 2.99.
بلغ العمر الوسطي للسكان 27.3 عاماً. وكانت نسبة 23.1% من القاطنين تحت سن الثامنة عشر، وكانت نسبة 15.8% بين الثامنة عشر والرابعة والعشرين عاماً، ونسبة 28.1% كانت واقعةً في الفئة العمرية ما بين الخامسة والعشرين والرابعة والأربعين عاماً، ونسبة 15.6% كانت ما بين الخامسة والأربعين والرابعة والستين، ونسبة 8.1% كانت ضمن فئة الخامسة والستين عاماً فما فوق. يوجد لكل 100 أنثى 92.2 ذكر، ويوجد لكل 100 أنثى في الثامنة عشر من عمرها فما فوق 88.8 ذكر.
بلغ متوسط دخل الأسرة في المدينة 37,063 دولارًا، أما متوسط دخل العائلة فبلغ 47,912 دولارًا. وكان متوسط دخل الذكور 35,021 دولارًا مقابل 25,418 دولارًا للإناث. وسجل دخل الفرد الخاص بالمدينة 18,509 دولارًا. وكانت نسبة 9.3% من العائلات ونسبة 16.3% من السكان تحت خط الفقر، وكان من هؤلاء نسبة 15.5% تحت سن الثامنة عشر ونسبة 10.8% في الخامسة والستين من العمر وما فوق.

### تعداد عام 2010
بلغ عدد سكان كونوي 58,908 نسمة بحسب تعداد عام 2010، وبلغ عدد الأسر 22,399 أسرة وعدد العائلات 13,494 عائلة مقيمة في المدينة. في حين سجلت الكثافة السكانية 492.3 نسمة لكل كيلومتر مربع (1,275.1/ميل2). وبلغ عدد الوحدات السكنية 24,402 وحدة بمتوسط كثافة قدره 203.9 لكل كيلومتر مربع (528.1/ميل2).
وتوزع التركيب العرقي للمدينة بنسبة 77.43% من البيض و15.58% من الأمريكيين الأفارقة و0.44% من الأمريكيين الأصليين و1.90% من الأمريكيين ذوي الأصول الآسيوية و0.05% من سكان جزر المحيط الهادئ و2.36% من الأعراق الأخرى و2.24% من عرقين مختلطين أو أكثر و5.09% من الهسبانيون أو اللاتينيون من أي عرق.
بلغ عدد الأسر 22,399 أسرة كانت نسبة 33.1% منها لديها أطفال تحت سن الثامنة عشر تعيش معهم، وبلغت نسبة الأزواج القاطنين مع بعضهم البعض 43.2% من أصل المجموع الكلي للأسر، ونسبة 12.8% من الأسر كان لديها معيلات من الإناث دون وجود شريك، بينما كانت نسبة 4.3% من الأسر لديها معيلون من الذكور دون وجود شريكة وكانت نسبة 39.8% من غير العائلات. تألفت نسبة 27% من أصل جميع الأسر من عدة أفراد يعيشون في نفس المنزل ونسبة 7% كانت تتألف من شخص يعيش بمفرده يبلغ من العمر 65 عاماً أو أكثر. وبلغ متوسط حجم الأسرة المعيشية 2.45، أما متوسط حجم العائلات فبلغ 3.01.
بلغ العمر الوسطي للسكان 27.3 عاماً. وكانت نسبة 22.7% من القاطنين تحت سن الثامنة عشر، وكانت نسبة 22.8% بين الثامنة عشر والرابعة والعشرين عاماً، ونسبة 27.2% كانت واقعةً في الفئة العمرية ما بين الخامسة والعشرين والرابعة والأربعين عاماً، ونسبة 18.5% كانت ما بين الخامسة والأربعين والرابعة والستين، ونسبة 8.7% كانت ضمن فئة الخامسة والستين عاماً فما فوق. وتوزع التركيب الجنسي للسكان بنسبة 48.3% ذكور و51.7% إناث.

## أعلام
- آرشي كلارك
- جيمس س. براون
- راي ثورنتون
- جو تي فورد
- شيكينا ستريكلين
- جيمس د. جونسون

## وصلات خارجية
- http://www.cityofconway.org/
- The US50 - Cities and Towns in Arkansas State
- 2012 United States Census Estimate